# Hana Hegerová

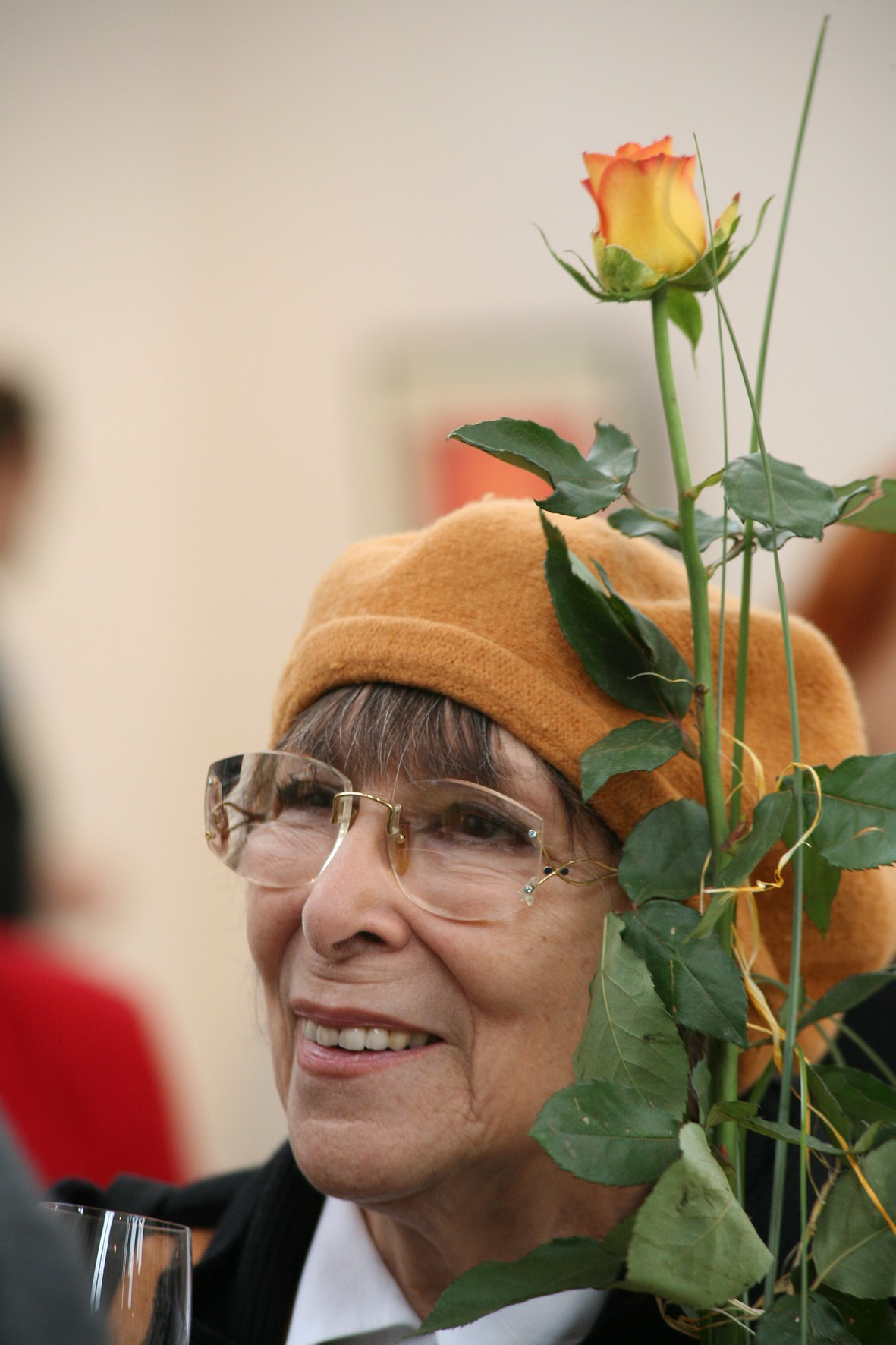
Hana Hegerová (2006)

Hana Hegerová, bürgerlich Carmen Farkašová (* 20. Oktober 1931 in Bratislava, Tschechoslowakei; † 23. März 2021 in Prag), war eine slowakisch-tschechische Chansonsängerin und Schauspielerin. Sie lebte ab den 1950er Jahren in Prag.

## Leben
Als Kind nahm sie Ballett- und Fremdsprachenunterricht und träumte davon, Schauspielerin zu werden. Die Absolventin eines Theater-Konservatoriums startete zunächst unter dem Namen Hana Čelková ihre künstlerische Laufbahn als Schauspielerin in Komárno an der slowakisch-ungarischen Grenze.
In den 1950er Jahren kam sie auf Einladung ihrer Agentur nach Prag. Hier änderte sie ihren nach eigenen Worten „exotisch“ klingenden Namen bescheiden in das Pseudonym Hana Hegerová (nach ihrem damaligen Ehemann Dalibor Heger). Vor anfänglichen Schwierigkeiten, Geldmangel sowie eiskalten Wohnungen flüchtete sie ins Theater. Bereits 1958 trat sie als Star in den frisch gegründeten so genannten „Theatern der kleinen Bühnen“ Rokoko und Semafor auf.
Die größten Erfolge konnte Hana Hegerová in den 1960er Jahren feiern. Gastspiele in 15 Ländern, darunter Frankreich, Deutschland, der Schweiz und Österreich, machten die Sängerin im europäischen Ausland bekannt. Neben ihrer Muttersprache Slowakisch, sowie (hauptsächlich) Tschechisch sang sie Lieder auch auf Deutsch, Englisch, Französisch, Ungarisch und Jiddisch. Sie gastierte u. a. im berühmten Pariser Musikpalast Olympia – obligatorisch dabei eine Reminiszenz an Jacques Brel, der hier an gleicher Stelle Erfolge feierte.
Ihre beginnende internationale Karriere fand 1968 ein jähes Ende, als Einmarsch und Besatzung durch Truppen des Warschauer Paktes den „Prager Frühling“ beendeten. Hana Hegerová erhielt mehrere Auftrittsverbote im In- und Ausland und war wegen eines fragwürdigen Vermögensdelikts ein halbes Jahr in Haft. Ihr neues Betätigungsfeld fand sie im Prager Theater Divadlo Na zábradlí („Am Geländer“), dem sie bis zum Wendejahr 1989 angehörte. 
Hana Hegerová veröffentlichte nach der Wende zehn CDs. Viermal im Jahr war die Sängerin auf der Bühne des Prager Theaters Divadlo Kalich zu sehen, nahm an Benefizveranstaltungen teil und war auch im Fernsehen und im Radio ein gefragter Gast; dennoch war ihr Medium das Livekonzert und der direkte Kontakt zum Publikum. Ihre letzte CD mit Ausschnitten eines Livekonzerts erschien im Jahre 2006.
Die Sängerin nahm neben Liedern von Jacques Brel unter anderem auch zahlreiche Stücke von Kurt Weill, Gilbert Bécaud, Charles Aznavour, Georges Moustaki, George Gershwin, Jacques Prévert, William Best, Luis Aguilé sowie Petr Hapka und Jiří Šlitr auf. In vielen Fällen interpretierte sie deren Chansons nicht nur in der Originalsprache, sondern auch mit einem einfühlsamen tschechischen Text von verschiedenen Autoren, wie z. B. Jiří Suchý oder Pavel Kopta. 
Die auch als „Édith Piaf aus Prag“ Betitelte galt als „Königin des tschechischen Chansons“ und konnte 2003 ihren 72. Geburtstag mit einer Gala auf der berühmtesten Bühne des Landes, dem Prager Nationaltheater (Národní divadlo), feiern. Das Konzert war in weniger als einer Stunde ausverkauft. Sie hätte nie von einem solchen Auftritt zu träumen gewagt, erklärte sie in einem Interview gegenüber Radio Prag: „…für mich ist dieses Gebäude stets heilig gewesen. Daher fühle ich eine große Verantwortung.“
Auf die Frage, was sich hinter ihrer Liebe zum Chanson verbirgt, erklärte sie: „Bei uns wird das ‚Chanson‘ als etwas sehr Kompliziertes empfunden. Vor allem das sogenannte ‚realistische Chanson‘, das meine Domäne gewesen ist. Ich würde jedes Lied als Chanson bezeichnen. Es erfordert einen hohen Einsatz des Sängers und eine gute Qualität des Textes.“
Am 12. August 2011 verkündete sie das Ende ihrer Konzertkarriere.

## Diskografie
- Šansony (1966, 2006)
- Ich – Hana Hegerová (1967)
- Hana Hegerová (1969)
- Recitál (1971)
- So geht es auf der Welt zu (1972)
- Recitál 2 (1974, 2006)
- Fast ein Liebeslied (1974)
- Wir für euch (1975)
- Lásko prokletá (1978) [= Ne me quitte pas (Jacques Brel)]
- Ohlédnutí (1984)
- Potměšilý host (1987)
- Chansons / Wenn die Schatten länger als die Wege sind (1987)
- Live (1990)
- Paběrky (1991)
- Hity 1962 (1992)
- Hity 1964 (1992)
- Povídej… (1994)
- Starci a klarinety (1996)
- Zlatá kolekce (1996)
- Rozdíl (1996)
- Rýmování o životě (Výběr písní I+II) (1997) [2CD]
- Bratislava live (1998)
- Síň slávy (2000) [2CD]
- Můj dík (Hana Hegerová zpívá písně Pavla Kopty) (2005)
- Všechno nejlepší (2006) [2CD]
- Koncert (2006)
- Paběrky a pamlsky (2009)
- Mlýnské kolo v srdci mém (2010)

## Filmografie
Filme
- 1954: Die Schwestern (Frona)
- 1957: An der Endstation (Tam na konečné)
- 1960: Ich überlebte meinen Tod (Přežil jsem svou smrt)
- 1961: Policejní hodina
- 1962: Zhasněte lampióny
- 1962: Alle Tage Sonntag (Neděle ve všední den)
- 1963: Konkurs (Regie: Miloš Forman) (Deutschland 2007)
- 1964: Kdyby tisíc klarinetů
- 1964: Hoffnung (Naděje)
- 1966: Dobře placená procházka (Fernsehfilm, Regie: Miloš Forman)
- 1967: Altprager Melodien (Ta naše písnička česká)
- 1970: Besuch gegen zehn
- 1976: Die Kriminalfälle des Majors Zeman (30 případů majora Zemana) –  Folge: Mědirytina – 1950
- 1976: Das unsichtbare Visier – Folge: Sieben Augen hat der Pfau
- 1988: Lovec senzací
- 1989: Fabrik der Offiziere (Fernseh-Mehrteiler)
- 1991: Der letzte Schmetterling (Poslední motýl)
- 2006: Kde lampy bloudí

Auftritte in Unterhaltungssendungen
- 1969: EWG – Einer wird gewinnen (Gesangsauftritt am 25. Januar)
- 1974: Die Drehscheibe (Gesangsauftritt am 18. Dezember)